# Borislav Borisov
Borislav Borisov, född den 12 november 1954, är en bulgarisk kanotist.
Han tog OS-brons i K-4 1000 meter i samband med de olympiska kanottävlingarna 1980 i Moskva.